# Keep on Pumpin' It
»Keep on Pumpin' It« je dance-pop/techno pesem avstralske pevke Kylie Minogue in glasbene skupine Visionmasters (Paul Taylor & Danny Hybrid) in Tonyja Kinga. Napisali so jo Kylie Minogue, Mike Stock in Pete Waterman. Vključeval je glasbo pesmi »Keep On Pumping It Up« glasbene skupine Freestyle Orchestra in vokale iz pesmi »I Guess I Like It like That« Kylie Minogue. Pesem »I Guess I Like It like That« je sicer izšla preko njenega četrtega glasbenega albuma Let's Get to It. Čeprav vokale pesmi zapoje izključno Kylie Minogue, se na naslovnici singla ne pokaže.
Pesem je ob izidu novembra 1991 takoj postala klubska uspešnica in zasedla devetinštirideseto mesto na britanski glasbeni lestvici.

## Nastopi v živo
Kylie Minogue je s pesmijo nastopila na naslednjih turnejah:
- Let's Get to It Tour (nastopila kot s pesmijo »I Guess I Like It Like That«)
- Showgirl: The Greatest Hits Tour (nastopila med točko »Smejoča se Kylie«)
- Showgirl: The Homecoming Tour (nastopila med točko »Vse je tabu«)
- For You, For Me Tour (nastopila med točko »Smejoča se Kylie«)

## Dosežki
| Lestvica (1991)     | Dosežek |
| ------------------- | ------- |
| Združeno kraljestvo | 49      |

## Seznam pesmi
CD s singlom
1. »Keep on Pumpin' It« (različica Angelic) - 4:00
2. »Keep on Pumpin' It« (remix Angelic) - 7:24
3. »Keep on Pumpin' It« (Astralov remix) - 6:54

7" singl
1. »Keep on Pumpin' It« (različica Angelic) - 4:00
2. »Keep on Pumpin' It« (Astralova različica) - 3:28

12" singl
1. »Keep on Pumpin' It« (remix Angelic) - 7:24
2. »Keep on Pumpin' It« Astralov remix) - 6:54